# Ich und Kaminski

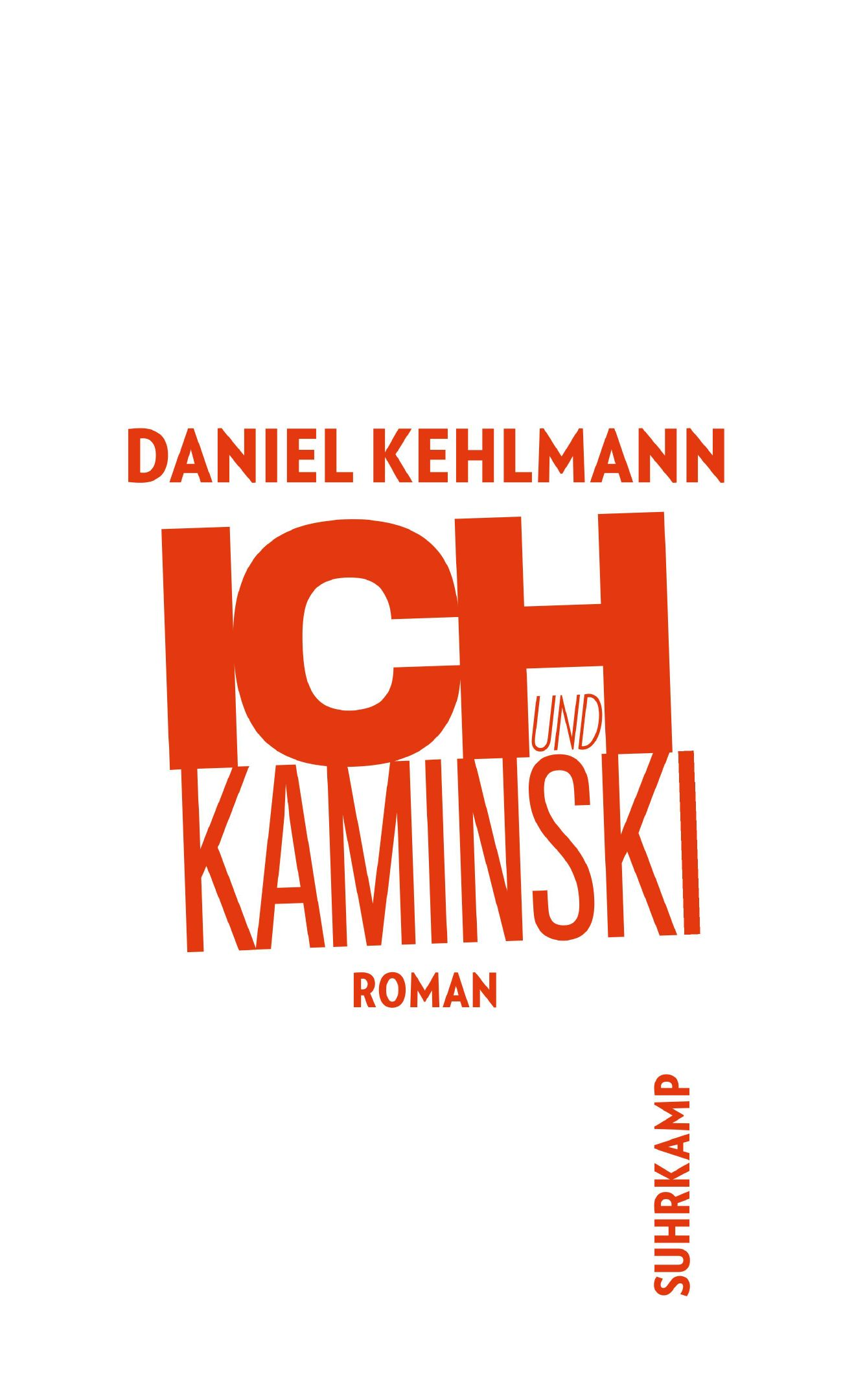
Daniel Kehlmann: Ich und Kaminski.

Ich und Kaminski ist ein Roman von Daniel Kehlmann, der 2003 im Suhrkamp Verlag erschien. Thema des Romans, mit dem Kehlmann der internationale Durchbruch gelang, ist der Versuch des eitlen und überheblichen Ich-Erzählers, des Kunsthistorikers und selbsternannten Kunstkritikers Sebastian Zöllner, seiner bisher nicht besonders erfolgreichen Karriere mit einer Biographie des alten blinden Malers Kaminski auf die Sprünge zu helfen. Um sich das Leben und Sterben Kaminskis zunutze zu machen, nähert er sich dem sagenumwobenen Maler persönlich.
Das seltsame Spannungsverhältnis zwischen dem Biographen und seinem lebenden Objekt und deren gegenseitige Manipulationen bilden den Rahmen für eine Satire auf den Kunstbetrieb mit seinen Eitelkeiten und für die Darstellung der peinlichen Diskrepanz zwischen Zöllners Selbstüberschätzung und der Realität.

## Inhalt
Sebastian Zöllner, der ehrgeizige, selbsternannte Kunstkritiker, hofft, mit der Biographie des alten, blinden Malers Manuel Kaminski endlich zu Ruhm und Geld zu gelangen. Kaminski, einst von Matisse und Picasso gefördert und durch eine Pop-Art-Ausstellung und die reißerische Bildunterschrift „Painted by a blind man“ weltberühmt geworden, ist mittlerweile ein wenig in Vergessenheit geraten und lebt zurückgezogen in den Alpen. Da mit seinem baldigen Ableben zu rechnen ist, plant Zöllner, sich die nach Kaminskis Tod sicherlich noch einmal aufflammende Aufmerksamkeit für den ehemals berühmten Maler zunutze zu machen: „Mein Buch durfte nicht vor seinem Tod und nicht zu lange danach herauskommen, für kurze Zeit würde er im Mittelpunkt des Interesses stehen. Man würde mich ins Fernsehen einladen, ich würde über ihn sprechen, und am unteren Bildrand würde in weißen Buchstaben mein Name und Kaminskis Biograph eingeblendet sein. Das würde mir einen Posten bei einem der großen Kunstmagazine einbringen.“
Nachdem er mit ehemaligen Weggefährten, Freunden und Feinden des Malers gesprochen hat, macht er sich schließlich auf den Weg zu Kaminskis Domizil in die Alpen, wo er sich penetrant in das Leben des alten Mannes drängt. Er durchwühlt dessen Büro und Atelier nach Material und besticht sogar die Köchin, um mit dem alten, scheinbar wehrlosen Mann alleine sein zu können.
Als Zöllner Kaminski damit konfrontiert, dass seine totgeglaubte Jugendliebe Therese Lessing noch am Leben sei und er, Zöllner, ihre Adresse kenne, will Kaminski auf der Stelle zu ihr gebracht werden. Während dieser spontanen Reise muss Zöllner erkennen, dass er dem gebrechlichen alten Mann – ob nun tatsächlich blind oder nicht – in keiner Weise gewachsen ist. Zöllner entpuppt sich mehr und mehr als gescheiterte, tragische Figur. Seinem Traum vom großen Durchbruch versetzt schließlich Kaminskis Tochter Miriam den endgültigen Todesstoß, als sie ihm offenbart, dass mit dem Verfassen des Standardwerks über ihren Vater längst ein anderer, nämlich der berühmte Journalist Hans Bahring, beauftragt worden sei.
Kaminski will von Zöllner ans Meer gebracht werden. Dort angekommen, übergibt Zöllner sein Diktaphon, die Tonbandaufnahmen und Seite für Seite aus seinem Notizbuch den Wellen. Kaminski hat sich inzwischen am Strand hingesetzt und bleibt dort zurück, während sich Zöllner alleine von ihm, dem Meer und der aufkommenden Flut entfernt.

## Hörspiel
Vom Westdeutschen Rundfunk in Köln wurde das Buch unter der Regie von Thomas Leutzbach als Hörspiel produziert. Zu den Mitwirkenden zählen Anian Zollner und Rudolf Wessely.

## Film
Die Romanverfilmung Ich und Kaminski unter der Regie von Wolfgang Becker mit Daniel Brühl in der Rolle des Ich-Erzählers und Jesper Christensen als Kaminski startete am 17. September 2015 in den deutschen Kinos.

## Ausgaben
(Auswahl)
- Ich und Kaminski. Roman. Suhrkamp, Frankfurt am Main 2003, ISBN 3-518-41395-3 (Erstausgabe, Hardcover)
- Ich und Kaminski. Roman. Suhrkamp, Frankfurt am Main 2004, ISBN 3-518-45653-9  (= Suhrkamp-Taschenbuch 3653)
- Ich und Kaminski. Hörspiel. Regie: Thomas Leutzbach. Produziert vom Westdeutschen Rundfunk. Universal Classics und Jazz, Berlin 2004, ISBN 3-8291-1452-4 (Hörspiel-CD)

## Trivia
In Kehlmanns zehn Jahre später erschienenem Roman „F“ tritt die Figur „Sebastian Zöllner“ in einer kurzen Passage erneut auf. Offenbar ist Zöllner gealtert, immer noch so eitel wie früher und Kunstkritiker geblieben. Er sei „noch nicht einmal fünfzig. Zu jung für die Rente. Zu alt, um noch umzusatteln“.